# Erich Hoepner
Erich Hoepner (Francoforte sull'Oder, 14 settembre 1886 – Berlino, 8 agosto 1944) è stato un generale tedesco durante la seconda guerra mondiale.

## Biografia
Erich Hoepner era figlio di un medico e nacque a Francoforte sull'Oder nel 1886; si trasferì in seguito insieme alla famiglia a Berlino, nel quartiere di Charlottenburg nel 1890. Arruolatosi come allievo ufficiale della Deutsches Heer nel 1905, raggiunse il grado di tenente l'anno successivo e, nel 1909, prestò servizio come cadetto ufficiale nel 13º reggimento dragoni Schleswig-Holstein. Durante la prima guerra mondiale, con il grado di capitano, si distinse guadagnandosi la Croce di Ferro di prima e seconda classe e la Croce di Cavaliere dell'Ordine Reale di Hohenzollern.
Dopo la fine del conflitto, con la sconfitta della Germania, rimase nella Reichswehr prestando servizio nel 1920 nel 2° squadrone di cavalleria Olsztyn, nel 1923 ottenne il grado di maggiore e nel 1927 divenne Capo di stato maggiore del distretto militare di Königsberg, nella Prussia Orientale. Nel 1930 comandò il 17º reggimento di fanteria a Brunswick, raggiungendo nel 1932 il grado di tenente colonnello, venendo poi trasferito al comando del 4º reggimento di cavalleria a Potsdam. Nel 1935 fu promosso colonnello e nel 1937 maggior generale, assumendo il comando del XVI Corpo d'Armata a Berlino.

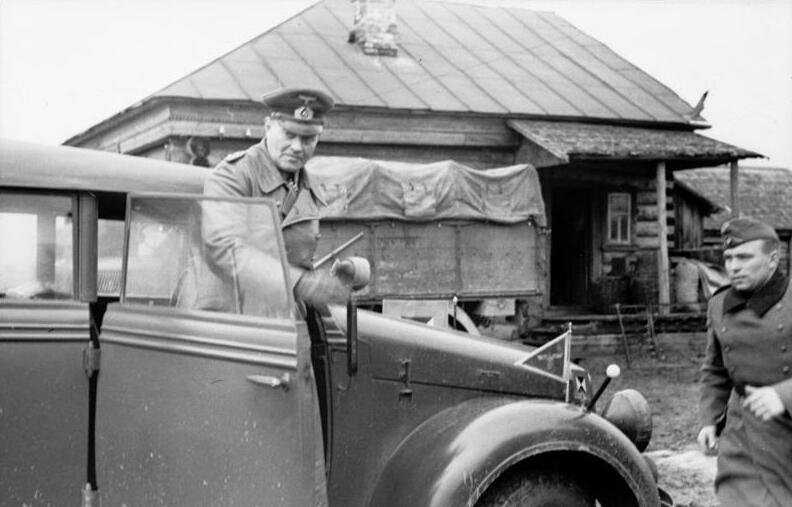
Il generale Erich Hoepner, nell'ottobre del 1941, durante la battaglia di Mosca

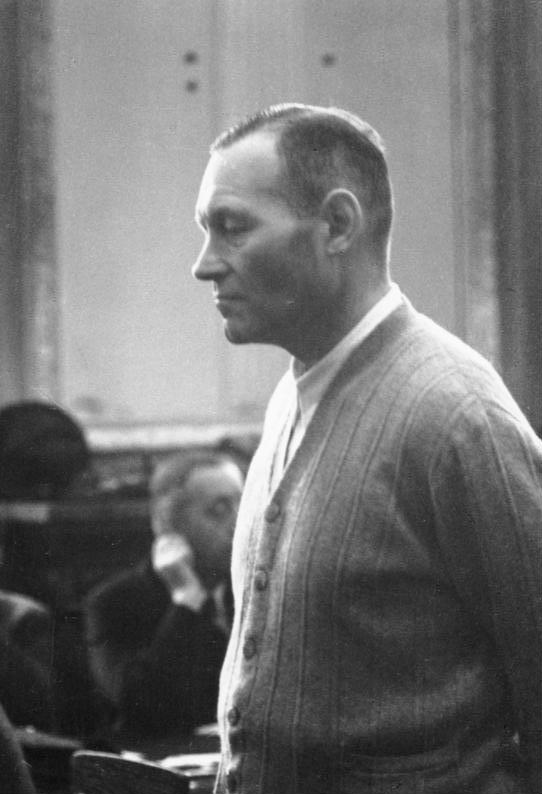
Il generale Erich Hoepner durante il processo a seguito del fallito attentato a Hitler del 20 luglio 1944

Allo scoppio della seconda guerra mondiale, sempre al comando del XVI Corpo d'Armata, inquadrato nella 10ª Armata, partecipò alla campagna di Polonia guadagnandosi la Croce di Cavaliere della Croce di Ferro e, durante la campagna di Francia, ottenne il grado di colonnello generale.

Con l'inizio dell'Operazione Barbarossa Hoepner fu posto al comando del IV Gruppo Corazzato, inquadrato nel Gruppo d'armate Nord, al comando del feldmaresciallo Wilhelm Ritter von Leeb; egli, inizialmente non entusiasta della politica di Hitler, si ricredette dopo i veloci iniziali successi della Germania, tanto da assumere, nella guerra contro l'Unione Sovietica, un atteggiamento decisamente brutale contro il nemico, scrivendo, il 2 maggio 1941: La guerra contro l'Unione Sovietica è l'antica lotta dei tedeschi contro gli slavi, al fine di scongiurare il dilagare del bolscevismo ebraico; nessuna pietà deve essere accordata verso i fautori del sistema bolscevico. Durante la battaglia di Mosca il IV Gruppo corazzato contribuì allo sfondamento delle linee sovietiche ed alla chiusura della sacca di Vjaz'ma, ed ebbe un ruolo importante nell'avanzata nel settore di Možajsk e di Klin, ma, dopo che la controffensiva sovietica respinse i tedeschi, liberando la minaccia dell'occupazione della capitale, Hoepner non obbedì all'ordine del Führer di non arretrare e, l'8 gennaio 1942, fu congedato con disonore dall'esercito con la motivazione di "codardia e disobbedienza", con perdita di tutte le decorazioni e divieto di indossare l'uniforme, ed il 12 gennaio fece ritorno a Berlino.
Dopo il congedo dall'esercito Hoepner si trasferì insieme alla famiglia nella città di Fürstenberg/Havel e, nell'autunno del 1943, fu messo al corrente dei piani per l'attentato a Hitler del 20 luglio 1944, prendendovi attivamente parte; dopo il fallimento dell'attentato fu arrestato la notte stessa nel palazzo di Bendlerblock, quartier generale del complotto, insieme ai principali cospiratori ma, diversamente da loro, non fu fucilato e, dopo essere stato interrogato e torturato dalla Gestapo, fu sottoposto ad un processo.
Il processo che sostenne insieme ad altri, tra i quali il feldmaresciallo Erwin von Witzleben, si svolse a Berlino tra il 7 e l'8 agosto e si concluse con la sua condanna a morte; il giorno stesso nella prigione di Plötzensee il generale fu impiccato.